# SSX: Out of Bounds
SSX: Out of Bounds est un jeu vidéo de sport de EA Big sorti en 2005.

## Accueil
Les critiques sont globalement positives.